# Kalinowski Hrabia

Herb Kalinowski Hrabia

Kalinowski Hrabia – polski herb hrabiowski, nadany wraz z tytułem w Galicji.

## Opis herbu
Opis stworzony zgodnie z klasycznymi zasadami blazonowania:
Tarcza dzielona w krzyż z polem sercowym. W polu sercowym, czerwonym, strzała rozdarta srebrna, na końcach rozdarcia po gwieździe złotej (Kalinowa); w polu I, złotym, ramię zbrojne srebrne z mieczem srebrnym w dłoni naturalnej (Pogonia); w polu II, błękitnym, głowa lwia złota, ziejąca płomieniem (Zadora); w polu III, błękitnym, półtrzecia krzyża srebrnego (Pilawa); w polu IV, czerwonym krzyż kawalerski z przedłużonym dolnym ramieniem, na którym półksiężyc rogami do dołu, zaćwieczonym na wadze srebrnej (Waga III). Nad tarczą korona hrabiowska, nad którą trzy hełmy z klejnotami. Klejnot I: trzy pióra strusie przeszyte strzałą jak w godle w lewo; klejnot II: ramię zbrojne jak w herbie, w lewo; klejnot III: głowa lwia ziejąca płomieniem, jak w godle.

## Najwcześniejsze wzmianki
Nadany w Galicji 17 sierpnia 1818 (dyplom z 28 czerwca 1821) Sewerynowi Kalinowskiemu. Podstawą nadania tytułu było pochodzenie ze starego rodu szlacheckiego o licznych zasługach wojskowych i cywilnych.

## Symbolika
Herb zawiera skrócony wywód genealogiczny. Jednakże konstrukcja herbu odbiega od standardowej konstrukcji herbu genealogicznego - lista przodków nie zgadza się z kolejnością pól. Z nosicieli herbów występujących w tarczy wśród przodków udało się zidentyfikować tylko babkę macierzystą, Ludwikę Pociejównę herbu Waga, oraz babkę ojczystą, Annę Lanckorońską herbu Zadora. Nie wiadomo, kto nosił Pogonię (powinna być to matka, ale matka, Justyna Borzęcka, była herbu Półkozic), czy Pilawę (powinna być to jedna z babek, zaś Wagę według konstrukcji herbu złożonego powinna nosić prababka ojczysta).

## Herbowni
Jedna rodzina herbownych: graf von Kalinowski.